# Edgar Dewdney

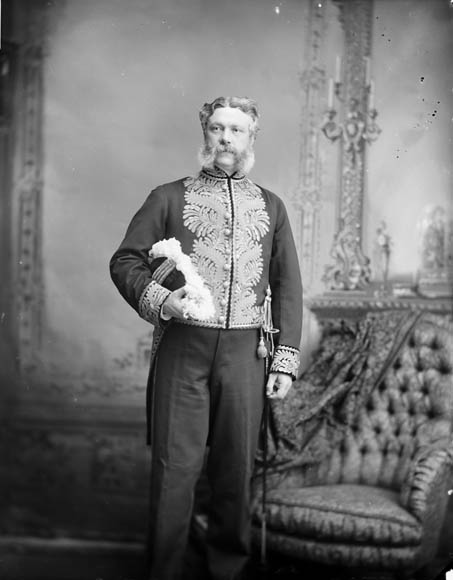
Edgar Dewdney, 1883

Edgar Dewdney, Kanadischer Kronrat (* 5. November 1835 in Bideford/England; † 8. August 1916 in Victoria) war ein britischer Ingenieur. Er wirkte in Kanada zudem als Unterhändler, Politiker, Inhaber verschiedener Ämter, darunter dem des Vizegouverneurs (Lieutenant governor), und war bedeutend für die Geschichte der First Nations.
Die kanadische Regierung, vertreten durch den für das Historic Sites and Monuments Board of Canada zuständigen Minister, ehrte Dewdney am 28. November 1975 für sein Wirken und erklärte ihn zu einer „Person von nationaler historischer Bedeutung“, obwohl er mittels Hunger Indianerstämme unterdrückte und die Métis in die Rebellion trieb, für die Zerstörung der indigenen Kulturen mitverantwortlich war. Zudem bereicherte er sich an Landspekulationen, wenn auch letztlich mit unzureichendem Erfolg.

## Von England nach British Columbia
Edgar Dewdney war der Sohn von Charles Dewdney und Fanny Hollingshead. In einer vermögenden Familie aufgewachsen, ging Dewdney in Bideford, Tiverton und Exeter zur Schule, wechselte dann nach Cardiff, um Ingenieur zu werden. Als er 1858 und 1859 von Goldfunden am Fraser River hörte, beschloss er, binnen zehn Jahren als reicher Mann zurückzukehren. Am 13. Mai 1859 erreichte er Victoria auf Vancouver Island. Dort bekam er sofort Arbeit bei den Royal Engineers, die zu dieser Zeit den Auftrag hatten, New Westminster auszubauen, die damalige Hauptstadt der Kolonie British Columbia. Dewdney gewann mehrere Kontrakte für den Ausbau der Wege zu den Goldfeldern im Norden von Yale. Zusammen mit Walter Moberly baute er Pfade von Hope bis zu den Lagern im Similkameen-Tal. Bis 1865 kam der Pfad zum Wild Horse Creek (bzw. River) hinzu. Mit Hilfe chinesischer und indianischer Hilfsarbeiter baute er den als Dewdney Trail bekannten Weg für 74.000 Dollar. 1862/63 stellte er Untersuchungen auf den Cariboo-Goldfeldern an, 1866 baute er Pfade von Lillooet und Cache Creek Richtung Goldfelder. 1867 versuchte er sich in Viehzucht am Soda Creek, doch ohne großen Erfolg.
Am 28. März 1864 heiratete er Jane Shaw Moir in Hope.

## Vom Ingenieur zum Politiker
Im Dezember 1868 wurde Dewdney, ohne dass er sich dafür angestrengt hätte, zum Delegierten von Kootenay in der Gesetzgebenden Versammlung der Provinz. 1870 unterstützte er zwar die kanadische Konföderation, doch spielte er bei der eigentlichen Staatsgründung Kanadas keine Rolle.
Da die Regierung die Provinz British Columbia nur gegen das Versprechen zum Beitritt bewogen werden konnte, dass eine Eisenbahnverbindung gebaut würde, wurde Dewdney in die Gruppe um Sandford Fleming aufgenommen, die das Gelände erkunden und die Route auswählen sollte. Bereits in der Generalversammlung des House of Commons von 1872 vertrat er Yale. Da er also nach Ottawa wollte, lehnte er das ihm angetragene Amt des Surveyor general of British Columbia ab.
In Ottawa unterstützte er die konservative Regierung des Premierministers John A. Macdonald und blieb ihm auch nach der Regierungsübernahme durch den Liberalen Alexander Mackenzie treu. Letzteren kritisierte er scharf wegen seiner zögerlichen Haltung beim Bau der zugesagten Eisenbahnverbindung, der Canadian Pacific Railway. Dewdney bevorzugte die Strecke am Fraser entlang, wo er bereits spekulative Grundstückskäufe getätigt hatte. Als Macdonald 1878 wieder ins Amt zurückkehrte, verband die beiden Männer bereits eine Freundschaft.

## Indian commissioner der North-West Territories (1879–1888)

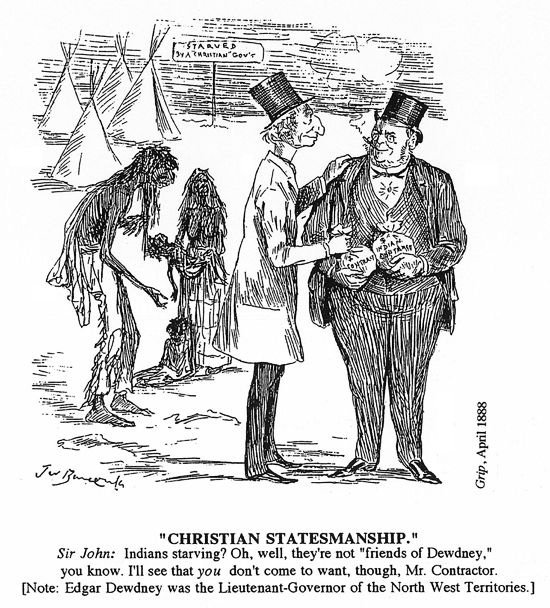
Karikatur von 1888 zu verhungernden Indianern mit MacDonald und Dewdney

Am 30. Mai 1879 wurde Dewdney Indianerkommissar für die Nordwest-Territorien. Dort waren die Büffel beinahe ausgerottet worden, so dass die von ihnen abhängigen Prärie-Indianer hungerten. Daher fürchtete man Aufstände, und Dewdney erhielt die Aufgabe, durch Lebensmittellieferungen für Ruhe zu sorgen, die Indianer in Indianerreservaten anzusiedeln und sie zum Betreiben der ihnen aufgezwungenen Landwirtschaft zu bewegen. Außerdem sollte er die aus den USA geflohenen Sioux unter ihrem Häuptling Sitting Bull (Sitzender Büffel, Tatanka I-yotank) zur Rückkehr bewegen. Dafür sollte er ein Jahresgehalt von 3200 Dollar beziehen. Nur so konnte nach Ansicht des Premierministers der Plan der Ost-West-Eisenbahn verwirklicht werden.
Am 26. Juni 1879 erreichte Dewdney Fort Walsh in Saskatchewan, den Posten der Royal Canadian Mounted Police, um den ausgehungerte Cree und Assiniboine lagerten. Er redete mit Häuptling Big Bear (Großer Bär, Mistahimaskwa), und erklärte, er würde nur den Kooperationsbereiten Lebensmittel austeilen. Die Indianer klagten über nicht eingehaltene Vertragsbedingungen und Vieh von schlechter Qualität. Die Blackfoot unter Crowfoot (Krähenfuß, Isapo-muxika) waren so verzweifelt, dass sie Hunde aßen. Dewdney berichtete dem Premierminister im November über die Zustände. Daraufhin wurden ihm auch Manitoba und der Keewatin-Distrikt unterstellt. Im Frühjahr 1880 verlagerte er seinen Amtssitz nach Winnipeg.
Doch Dewdney hatte nicht nur mit übergroßen Problemen zu kämpfen, auch privat – seine Frau, Tochter eines Teeplantagenbesitzers auf Ceylon (Sri Lanka) litt unter den Zuständen, dem Klima und den langen Abwesenheiten ihres Mannes – fand er wenig Unterstützung, und die Presse kritisierte seine Politik.
Doch der Premierminister lehnte seinen Rücktritt und seine Bitte um einen Sitz im Senat rundweg ab. Stattdessen erhob er ihn zusätzlich zum Vizegouverneur der Nordwest-Territorien und zum Indian Commissioner, dazu erhöhte er seinen Lohn um 2000 Dollar. Am 3. Dezember 1881 nahm er das Doppelamt an. Diesmal ging er in die Hauptstadt des Territoriums, nach Battleford, doch das Indianeramt überließ er Elliott Torrance Galt und seinem Nachfolger Hayter Reed bis zum 14. Juni 1883.
Die Weigerung, Sitting Bull mit Lebensmitteln zu versorgen, zwang diesen zur Rückkehr in die USA. Die verbleibenden Indianer sollten von 17 Farminstruktoren den Ackerbau erlernen. Obwohl Dewdney bemerkte, dass viele dieser Männer sich bereicherten, durch Patronage an ihre Ämter gekommen oder einfach unfähig waren, hielt er an diesem System der Arbeit gegen Brot bzw. Fleisch fest. Nur wer arbeitete, erhielt die zugesagten Rationen, ganz wie es in Ottawa angeordnet worden war.
Das allgegenwärtige Druckmittel setzte Dewdney immer wieder ein. 1881 ermutigte Häuptling Big Bear die Indianer von Vertrag No. 4 und 6 der Numbered Treaties, sich an den Cypress Hills zu versammeln. Er hoffte auf Einrichtung eines halbautonomen Reservats, doch Dewdney ließ Fort Walsh verriegeln und forderte die Indianer auf, in ihre Reservate um Fort Qu’Appelle, in der Gegend um Battleford und Fort Pitt zu gehen. Big Bear musste angesichts grassierenden Hungers nachgeben und unterzeichnete „No. 6“ im Dezember 1882. Doch Dewdney glaubte nicht, dass er aufgegeben hatte, obwohl der Stamm ins vorgesehene Reservat zog.
Dewdney beschloss, die Erziehung des Nachwuchses aus den Händen der indianischen Eltern zu reißen. Er hoffte, die außerhalb der Reservate gelegenen Schulen würden aus den Indianern Bauern machen. 1883 und 1884 setzte er eine größere Zahl von Instruktoren ein, teilte das Land in überschaubarere Einheiten, ließ den Deputy Superintendent General of Indian Affairs Lawrence Vankoughnet den Nordwesten bereisen – der wiederum feststellte, dass viel mehr Hilfe nötig war. Dewdney protestierte vergebens gegen die Kürzung seiner Mittel.

## Nordwest-Rebellion
Mit dem wachsenden Siedlerstrom, dem Bau der Eisenbahn und der brutalen Versorgungspolitik wuchs die Unruhe der Cree. Auch die Métis forderten immer lauter, von dem System abzugehen, besonders nachdem Louis Riel zu ihnen gestoßen war. Sie forderten Land in Saskatchewan. Noch im Februar 1885 forderte Dewdney von Ottawa eine bessere Versorgungspolitik, Land und Vertragserfüllung. Zugleich griff er rücksichtslos durch, wenn einzelne Häuptlinge zum Widerstand anstachelten.
Doch schon im März kam es zu einem Zusammenstoß zwischen Métis und der Polizei am Duck Lake. Dies war der Auftakt zur Nordwest-Rebellion. Am nächsten Tag, dem 27. März 1885, traf Dewdney mit General Middleton in Winnipeg zusammen, wo sie das Vorgehen gegen die Aufständischen berieten. Dewdney reiste von Stamm zu Stamm, verteilte Geschenke, Tabak und mehr Lebensmittel. Nach der Rebellion forderte er Macdonald auf, Riel hinrichten zu lassen. Indianern, die zu ihm gehalten hatten, wollte er Gewehre, Pferde und Lebensmittel entziehen.
Wohl ermutigt durch den Sieg der Métis am Duck Lake trieben am 2. April 1885 Krieger Big Bears unter der Führung von Wandering Spirit (Kapapamahchakwews) am Frog Lake (heute Süd-Alberta) die Siedler der Umgebung in einer Kirche zusammen und erschossen neun von ihnen. Drei behielten sie als Geiseln. Sofort wurden Truppen nach Battleford geschickt, um eine Ausweitung der Rebellion nach Westen zu unterbinden. Gerade erst in Winnipeg eingetroffene Bataillone wurden ebenfalls dorthin umgelenkt und unter General Strange brachen Truppen aus Calgary auf. Die im benachbarten Reservat unter Poundmaker lebenden Indianer hatte bis dahin Neutralität gewahrt. Am 2. Mai 1885 gerieten etwa 300 Mann am Cut Knife Hill in einen Hinterhalt und mussten fliehen. Nach der endgültigen Niederlage der Métis am 15. Mai gelang den Männern Big Bears am 29. Mai eine unentschiedene Schlacht am Frenchman’s Butt, doch unterlagen die Indianer in der Schlacht am Loon Lake am 3. Juni. Big Bear ergab sich am 2. Juli, er wurde zu einer Gefängnisstrafe verurteilt, Wandering Spirit wurde jedoch am 27. November hingerichtet.
Crowfoot und Red Crow (Rote Krähe, Mékaisto), die loyal geblieben waren, sollten nun endlich Farmausrüstungen, Extrarationen und Geld bekommen. Doch stattdessen wurde die Indianerbürokratie immer umständlicher und langsamer, reagierte nur schnell mit Repressalien. Dewdney versuchte durch schnelle Landaufteilung und genauerer Überwachung das Stammessystem zu überwinden, wozu auch mehr Schulen beitragen sollten. Jede Forderung nach mehr Autonomie wurde unterdrückt.
Auf sein Betreiben wurde Regina 1882 Hauptstadt des Territoriums; dort hatte er spekulativ Land erworben, das er nun teuer an die Eisenbahngesellschaft verkaufen konnte. Gegen seine Selbstherrlichkeit gab es kein Kontrollinstrument, denn der Rat der Nordwest-Territorien war teils gewählt, teils ernannt. Doch mit zunehmender Zahl der Siedler wuchs die Zahl der gewählten Mitglieder. Sie verlangten aus guten Gründen den Provinzstatus. Dewdney und, hinter ihm, Macdonald, machten nur geringe Zugeständnisse.
Dewdney, der schon nach der Rebellion der Métis darum gebeten hatte, ihn nach British Columbia als Vizegouverneur zu schicken, musste feststellen, dass der Premierminister den Posten jemand anderem zugesagt hatte.

## Von Ottawa nach Victoria
Endlich, beim Tod des Innenministers Thomas White im Frühjahr 1888, bot ihm Macdonald dessen Amt an. Am 3. Juli trat Dewndey von seinen Ämtern zurück und er wurde am 12. September ins Unterhaus bestellt.
Er wurde Innenminister und Superintendent General für Indianerangelegenheiten, doch führte er im Grunde seine bisherige Politik fort. Im März 1891 vertrat er Assiniboia East in den Parlamentswahlen. Als Macdonald im Juni starb, blieb er bis zum 16. Oktober 1892 im Kabinett dessen Nachfolgers John Abbott.
Am 2. November wurde er tatsächlich noch Vizegouverneur von British Columbia. Er hielt sich weitgehend aus politischen Auseinandersetzungen heraus und genoss seinen Status, empfing britische Adlige und zelebrierte das Herrschaftsjubiläum der Königin Victoria, bis er am 1. Dezember 1897 zurücktrat.

## Nach dem Rücktritt
Dewdney hatte immer gut verdient und erfolgreich, wenn auch halb-legal, spekuliert. Mangels Reserven versuchte er sich nun in Minenspekulationen, was ihm wenig einbrachte, versuchte sich abermals als Kandidat für New Westminster (1900), musste jedoch 1901 wieder als Ingenieur arbeiten, indem er den Dewdney Trail auf Tauglichkeit für eine Eisenbahnverbindung prüfte. Ende Januar 1906 starb seine Frau.
Während eines längeren Aufenthalts in England heiratete er im September 1909 Blanche Elizabeth Plantagenet Kemeys-Tynte, die jüngste Tochter eines Jugendfreundes. Nach Victoria zurückgekehrt, versorgte sie den ständig in Geldsorgen befindlichen, und um einen Senatssitz oder wenigstens um eine Pension bettelnden Ehegatten.
Bis zu seinem Tod durch Herzversagen am 8. August 1916 blieben seine Bitten unerhört. Er wurde auf dem Ross Bay Cemetery beigesetzt. Er starb kinderlos. Seine Frau ging nach England zurück und überlebte ihn um 20 Jahre.
Seine beiden Urgroßneffen sind der kanadische Schriftsteller und Dichter Christopher Dewdney und der kanadische Informatiker Alexander K. Dewdney.